# Mosseknoppmal
Mosseknoppmal (Lampronia luzella) är en fjärilsart som först beskrevs av Jacob Hübner 1817.  Mosseknoppmal ingår i släktet Lampronia, och familjen knoppmalar. Arten är reproducerande i Sverige.

## Bildgalleri

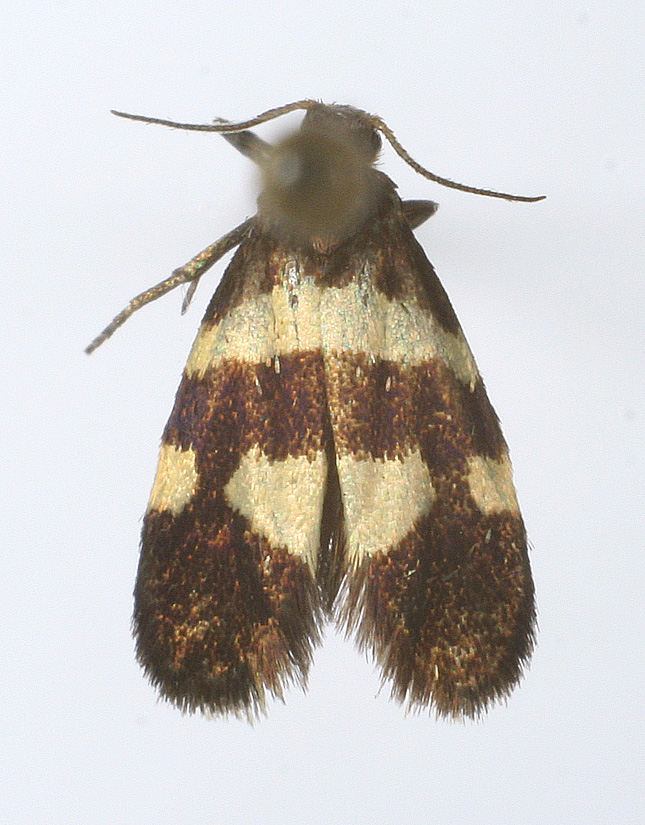
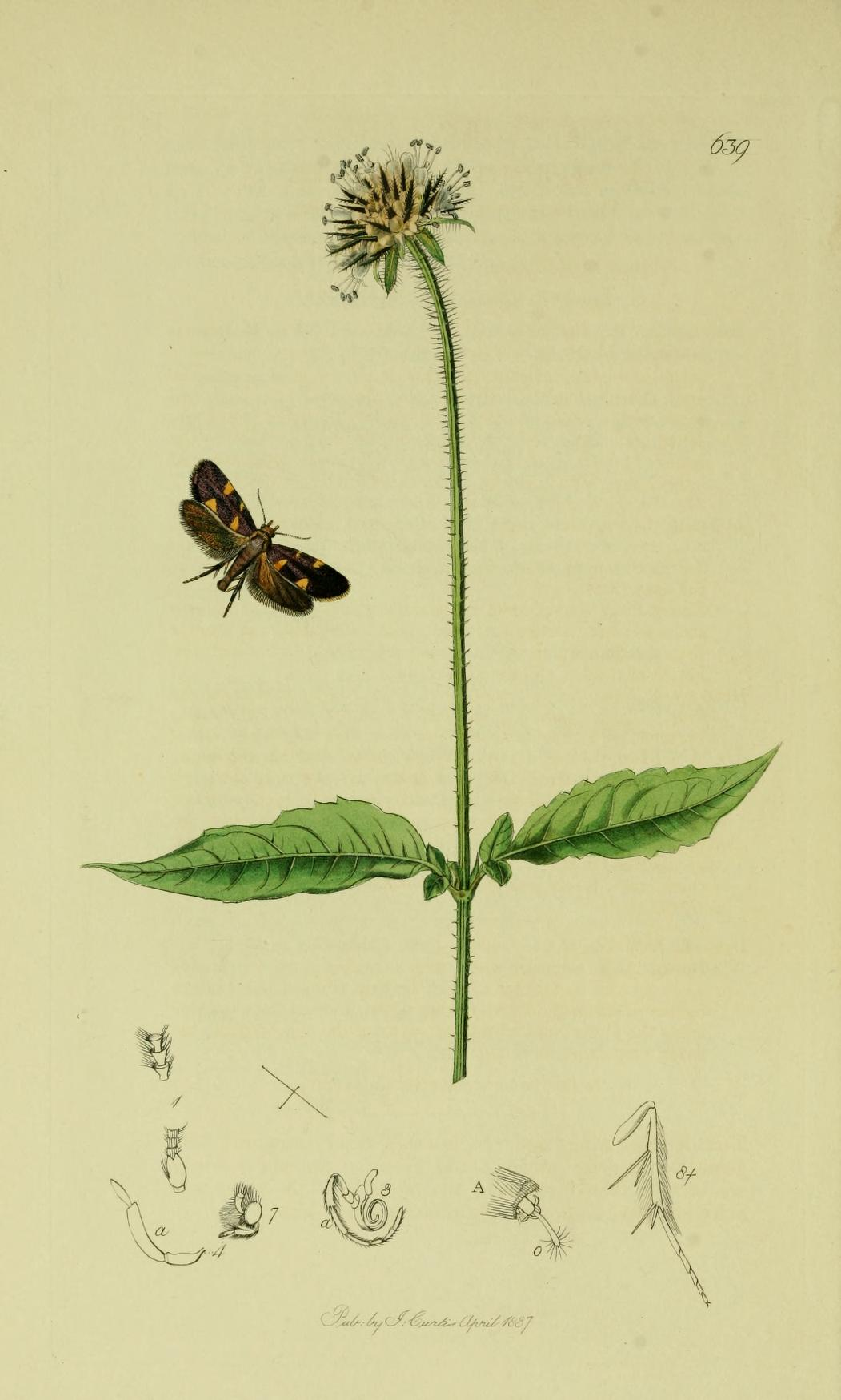